# Maguelone (label)
Pour les articles homonymes, voir Maguelone.
Maguelone est un label discographique indépendant français de musique classique, fondé en 1992 par le baryton Didier Henry. Sa principale ligne de produits est dédiée à la mélodie française et plus généralement à la musique vocale. 

## Histoire
Une ligne éditoriale est consacrée à Reynaldo Hahn et à André Jolivet,. Les autres mélodistes français sont notamment Hector Berlioz, César Franck, Augusta Holmès, Jules Massenet, Reynaldo Hahn, Jacques Ibert, Charles Koechlin, Rhené-Baton, Max d'Ollone, Jean Wiéner et Darius Milhaud.
Le répertoire de musique de chambre français est également abordé, avec notamment Eugène Ysaÿe et Guillaume Lekeu.
La collection Mélodistes français en entier, a reçu un Orphée d'or par l'Académie du disque lyrique.

## Artistes
- Gabriel Bacquier (baryton)
- Sonia de Beaufort (soprano)
- Jérôme Billy (ténor)
- Laurent Cabasso (piano)
- Didier Henry (baryton)
- Dominique Favat (mezzo-soprano)
- Franck Ferrari (baryton)
- Pascal Gallet (piano)
- Marianne Piketty (violon)